# Garbogrzbiet
Garbogrzbiet (Sousa) – rodzaj wodnych ssaków z podrodziny Delphininae w obrębie rodziny delfinowatych (Delphinidae).

## Rozmieszczenie geograficzne
Rodzaj obejmuje gatunki występujące we wschodnio-południowym Atlantyku i Oceanie Indyjskim.

## Morfologia
Długość ciała 235–280 cm; masa ciała 250–284 kg.

## Systematyka
Rodzaj zdefiniował w 1866 roku angielski zoolog John Edward Gray w artykule zatytułowanym Uwagi dotyczące czaszek delfinów lub butlonosów w Muzeum Brytyjskim opublikowanym w czasopiśmie „Proceedings of the Zoological Society of London”. Gray wymienił dwa gatunki – Delphinus (Steno) lentiginosus R. Owen, 1866 (= Delphinus plumbeus G. Cuvier, 1829) i Steno capensis J.E. Gray, 1865 (= Steno attenuatus J.E. Gray, 1847) – z których gatunkiem typowym jest (późniejsze oznaczenie) Delphinus (Steno) lentiginosus R. Owen, 1866 (= Delphinus plumbeus G. Cuvier, 1829).

### Etymologia
- Sousa: etymologia niejasna, Gray nie wyjaśnił pochodzenia nazwy rodzajowej[9].
- Stenopontistes: zbitka wyrazowa nazw rodzajów: Steno J.E. Gray, 1846 (steno) i †Pontistes Burmeister, 1885[2]. Gatunek typowy (oznaczenie monotypowe): Stenopontistes zambezicus A. de Miranda-Ribeiro, 1936 (= Delphinus plumbeus G. Cuvier, 1829).

### Podział systematyczny
Do rodzaju należą następujące gatunki:
| Grafika | Gatunek          | Autor i rok opisu           | Nazwa zwyczajowa        | Podgatunki         | Rozmieszczenie geograficzne | Podstawowe wymiary            | Status IUCN |
| ------- | ---------------- | --------------------------- | ----------------------- | ------------------ | --- | ----------------------------- | ----------- |
|         | Sousa teuszii    | (Kükenthal, 1892)           | garbogrzbiet atlantycki | gatunek monotypowy | wody przybrzeżne tropikalnej i subtropikalnej Afryki Zachodniej od Sahary Zachodniej do południowej Angoli | DC: 235–260 cm MC: do 284 kg  | CR          |
|         | Sousa plumbea    | (G. Cuvier, 1829)           | garbogrzbiet indyjski   | gatunek monotypowy | wody przybrzeżne Afryki Wschodniej (na północ od zatoki False Bay w Południowej Afryki), Madagaskar, Bliski Wschód na wschód do zachodnich Indii oraz wyspy przybrzeżne (Majotta, archipelag Zanzibar i Andamany)                                    | DC: 216–226 cm MC: 240–280 kg | EN          |
|         | Sousa chinensis  | (Osbeck, 1765)              | garbogrzbiet chiński    | 2 podgatunki       | przybrzeżne wody tropikalne i subtropikalne północno-wschodniego Oceanu Indyjskiego i zachodniego Oceanu Spokojnego od rzeki Jangcy(środkowa Chińska Republika Ludowa) na południe przez Azję Południowo-Wschodnią (na wschód co najmniej do Borneo) | DC: do 280 cm MC: 240 280– kg | VU          |
|         | Sousa sahulensis | Jefferson & Rosenbaum, 2014 |                         | gatunek monotypowy | tropikalne i subtropikalne obszary szelfu Sahul od północnej Australii do wód północno-zachodniej i południowej Nowej Gwinei | DC: do 270 cm MC: brak danych | VU          |

Kategorie IUCN:  VU  – gatunek narażony,  EN  – gatunek zagrożony,  CR  – gatunek krytycznie zagrożony.